# 높임말
높임말 또는 존댓말(尊待말)은 대화의 주체가 임금, 손위 혹은 처음 보는 관계에게 경의를 표하기 위하여 쓰는 언어 또는 말하는 것을 말한다. 한자로 경어(敬語) 또는 경칭(敬稱)이라고 한다.

## 인도, 유럽어족

### 유럽권
유럽권의 인도유럽어에서는 "경어" 사용이 드물다. 독일어의 2인칭 단수대명사가 친한 사이에선 'du', "경어"로는 3인칭 복수인 'Sie'가 쓰이고, 프랑스어의 '너'를 뜻하는 2인칭 대명사인 'tu'에 대한 경어 'vous'가 쓰이고 있다. 그러나 독일어와 프랑스어의 경어는 별도의 문법을 이룰 정도로 발달하지는 못하였다. 이러한 인칭대명사 구별 현상에서 빈번하게 나타나는 2인칭 대명사의 첫 알파벳 'T(보통 근칭에 사용)'와 'V(보통 경칭에 사용)'을 따서 사회언어학에서는 이 현상을 지칭할 때 'T-V 구별'이라는 용어를 사용한다.

### 비유럽권
비유럽권의 인도유럽어에서는 경어 체계가 발달되어 있는 경우가 종종 발견된다. 예로, 인도아리아어군의 힌디어에서는 비격식체, 격식체, 극존칭의 세 수준에 따라 3개의 2인칭 대명사를 사용하며, 유사하게 5가지 수준에 따라 5개의 명령법을 사용한다. 또 네팔어에서는 3개의 존칭 등급에 따라 동사의 활용 형태까지 달라진다.

## 같이 보기
- 예사말

## 참고 자료
- Brown, Penelope and Levinson, Stephen C. 1987. Politeness: Some Universals in Language. Cambridge, England: Cambridge University Press.
- Frawley, William. 1992. Linguistic Semantics. Lawrence Erlbaum.
- Levinson, Stephen C. 1983. Pragmatics. Cambridge, England: Cambridge University Press.
- Sifianou, Maria. 1999. Politeness Phenomena in England and Greece. Oxford University Press.